# Sergej Toemanski

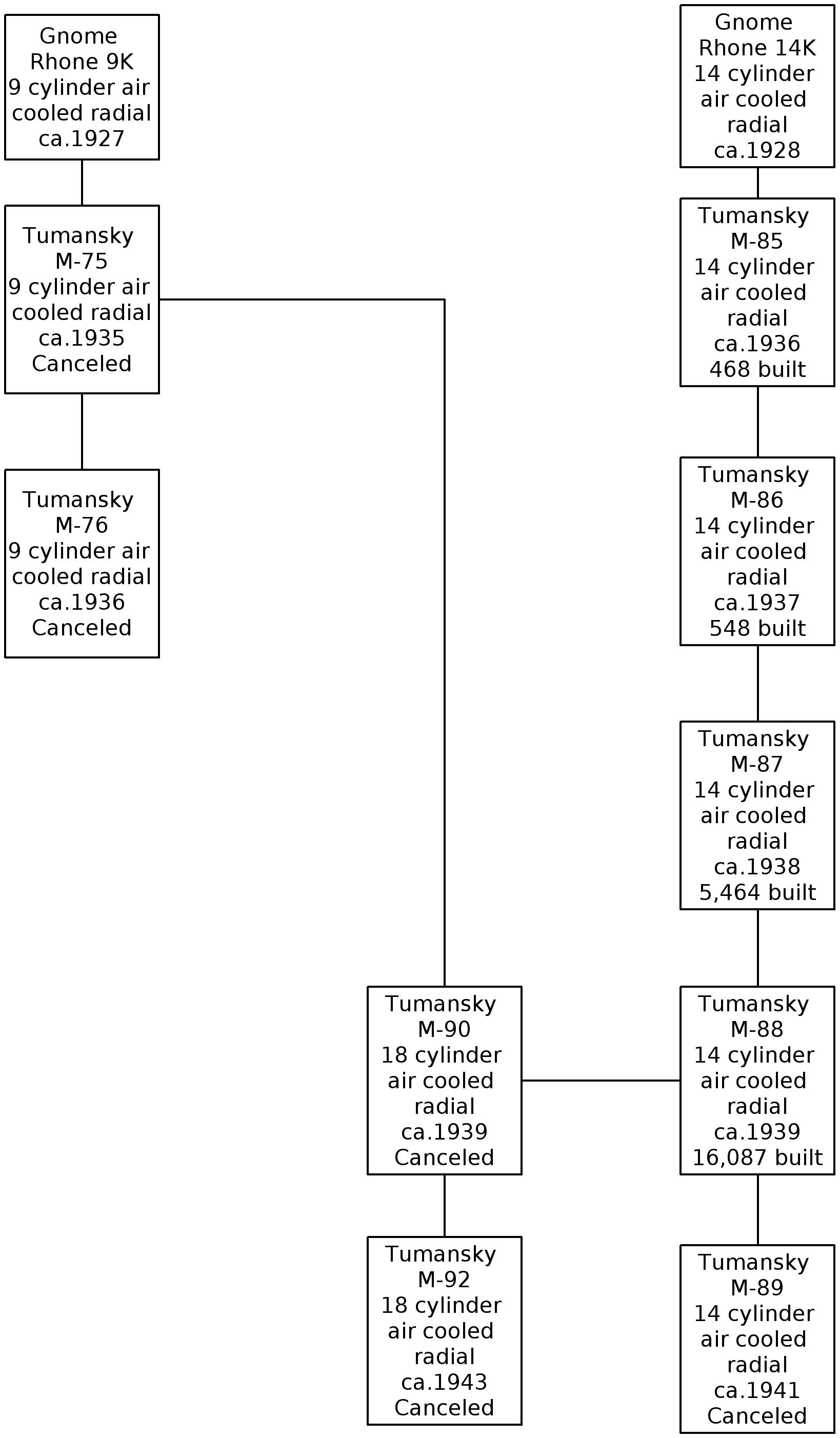
Schema van de Toemanski-vliegtuigmotoren

Sergej Konstantinovitsj Toemanski (Russisch: Серге́й Константинович Туманский) (Minsk, 21 mei 1901 – Moskou, 9 september 1973) was een ontwerper van vliegtuigmotoren van de Sovjet-Unie en hoofd van het naar hem genoemd experimenteel constructiebureau OKB-300.
Hij werkte van 1931 tot 1938 aan het Baranov Centraal Instituut voor de ontwikkeling van vliegtuigmotoren en in de vliegtuigmotorenfabriek N 29 in Zaporizja.
In 1943 verving hij in Aleksandr Mikoelin als hoofd van diens experimenteel constructiebureau.
Vanaf 26 juni 1964 was hij corresponderend lid en vanaf 26 november 1968 academicus van de Academie van Wetenschappen van de Sovjet-Unie voor mechanica en regeltechniek.

## Vliegtuigmotoren
- M-75 Gnome-Rhône 9K Mistral gebouwd onder licentie
- M-85 - Gnome-Rhône 14K Mistral Major gebouwd onder licentie
- M-86 versie van de M-85 met meer vermogen, turbolader en hogere compressieverhouding
- Toemanski M-87 M-86 met meer vermogen
- Toemanski M-88 M-87 met meer vermogen
- Toemanski M-89
- Toemanski M-90 prototype 18 cilinder V-motor, geschrapt in 1944
- Toemanski M-92 prototype verbeterde M-90 in 1943
- Toemanski RD-9 eerst Mikoelin AM-5 hernoemd toen Toemanski overnam
- Toemanski RD-10 gekopieerde buitgemaakte Junkers Jumo 109-004
- Toemanski R-11 turbojet zonder naverbrander
- Toemanski R-13 vanuit de R-11 ontworpen door Sergej Aleksejevitsj Gavrilov
- Toemanski R-15 turbojet met naverbrander
- Toemanski R-21 turbojet met naverbrander gebaseerd op de R-11
- Toemanski R-25 turbojet met naverbrander
- Toemanski R-29

## Onderscheidingen
- Staatsprijs van de Sovjet-Unie (1946)
- Held van de Socialistische Arbeid (Sovjet-Unie) (1957)
- Leninprijs (1957)
- Ereburger van Koejbisjev (1982)
- Leninorde (4 keer)
- Orde van de Oktoberrevolutie
- Orde van de Rode Ster (Sovjet-Unie)